# Distretto di Ağrı
Il distretto di Ağrı (in turco Ağrı ilçesi) è uno dei distretti della provincia di Ağrı, in Turchia.